# Człuchów
Człuchów là một thị trấn thuộc huyện Człuchowski, tỉnh Pomorskie ở bắc Ba Lan. Thị trấn có diện tích 13 km². Đến ngày 1 tháng 1 năm 2011, dân số của thị trấn là 14189 người và mật độ 1110 người/km².